# Chwalibogi
Chwalibogi (1945 bis 1948 Kanwizy, deutsch Kannwiesen) ist ein verwaister Ort in der polnischen Woiwodschaft Ermland-Masuren und liegt im Gebiet der Stadt- und Landgemeinde Wielbark (Willenberg) im Powiat Szczycieński (Kreis Ortelsburg).

## Geographische Lage
Die Chwalibogi-Ortstelle liegt in der südlichen Mitte der Woiwodschaft Ermland-Masuren, 23 Kilometer südwestlich der Kreisstadt Szczytno (deutsch Ortelsburg).

## Geschichte

### Ortsgeschichte
Das Gründungsprivileg der Dorfstelle von Kannwiesen (nach 1785 Kanwiese, nach 1820 Kannwiese) wurde am 3. Oktober 1767 ausgefertigt und am 24. Oktober vom König bestätigt. 23 Bauern wurde Land zu Schatullrechten verschrieben. Die Siedler mussten sich allerdings verpflichten, innerhalb von fünf Jahren ein Wohnhaus, einen Stall und eine Scheune zu bauen. Während der Aufbau der Gebäude gut vorankam, lief die wirtschaftliche Entwicklung weniger günstig. 1783 werden die Vermögensverhältnisse der Bauern „als armselig“ genannt.
1788 erwarb die Dorfschaft mehrere Ländereien aus dem Korpeller Forst. Diese Arealvergrößerung sorgte für mehr Weideland und zeitigte in den 1790er Jahren eine erkennbare Erweiterung der Viehzucht. Probleme bereiteten in den 1850er Jahren die auftretenden Überschwemmungen des Omulef.
Am 16. Juli 1874 wurde Kannwiesen Amtsdorf und damit namensgebend für einen Amtsbezirk. Er bestand bis 1945 und gehörte zum Kreis Ortelsburg im Regierungsbezirk Königsberg (ab 1905: Regierungsbezirk Allenstein) in der preußischen Provinz Ostpreußen. Er umfasste anfangs neun, am Ende noch acht Orte.
Im Jahre 1900 erlebte die Landgemeinde Kannwiesen ein besonders schweres Unglück: Die Gehöfte von sechs Bauern wurden durch Brand vernichtet.
299 Einwohner zählte Kannwiesen im Jahre 1910. Aufgrund der Bestimmungen des Versailler Vertrags stimmte die Bevölkerung im Abstimmungsgebiet Allenstein, zu dem Kannwiesen gehörte, am 11. Juli 1920 über die weitere staatliche Zugehörigkeit zu Ostpreußen (und damit zu Deutschland) oder den Anschluss an Polen ab. In Kannwiesen stimmten 195 Einwohner für den Verbleib bei Ostpreußen, auf Polen entfielen keine Stimmen.
1928 erfolgte die Gründung der Wassergenossenschaft zur Regulierung der Grenzstrecke des Orschützflusses in den Kreisen Ortelsburg und Neidenburg und sorgte für guten Erfolg, wie überhaupt in den Folgejahren der wirtschaftliche Aufschwung zunahm.
Im Jahre 1933 zählte Kannwiesen 227, im Jahre 1939 196 Einwohner.
Im Jahre 1945 erfolgte in Kriegsfolge die Überstellung des gesamten südlichen Ostpreußens und mit ihm Kannwiesens an Polen. Das Dorf erhielt die polnische Namensform „Kanwizy“, die 1948 in „Chwalibogi“ umgeändert wurde.  Der Ort im Gebiet der heutigen Stadt- und Landgemeinde Wielbark (Willenberg) im Powiat Szczycieński war in den Kriegsfolgejahren zunächst noch besiedelt, wurde dann jedoch aufgegeben. Die Ortsstelle ist heute so gut wie nicht mehr erkennbar und gilt als wüst.

### Amtsbezirk Kannwiesen (1874–1945)
Zum Amtsbezirk Kannwiesen gehörten zwischen 1874 und 1945:
| Deutscher Name  | Geänderter Name 1938 bis 1945 | Polnischer Name               | Erläuterungen                     |
| --------------- | ----------------------------- | ----------------------------- | --------------------------------- |
| Fröhlichswalde  |                               | Wesołówko                     |                                   |
| Glauch          |                               | Głuch                         |                                   |
| Jankowen        | Wildenort                     | Jankowo                       | 1894 nach Wessolowen eingemeindet |
| Jeschonowitz    | (ab 1930:) Eschenwalde        | Jesionowiec                   |                                   |
| Kannwiesen      |                               | Kanwizy (ab 1948:) Chwalibogi |                                   |
| Kollodzeygrund  | (ab 1933:) Radegrund          | Kołodziejowy Grąd             |                                   |
| Paterschobensee |                               | Sasek Mały                    |                                   |
| Rocklaß         | (ab 1933:) Eckwald            | Róklas                        |                                   |
| Wessolowen      | Fröhlichshof                  | Wesołowo                      |                                   |

## Kirche
Bis 1945 war Kannwiesen kirchlich nach Willenberg orientiert. Die dortige evangelische Gemeinde gehörte zur Kirchenprovinz Ostpreußen der Kirche der Altpreußischen Union, während die römisch-katholische Pfarrkirche in das Bistum Ermland einbezogen war.

## Schule
Kannwiesen war vor 1945 ein Schulort.  Die Dorfschule wurde im Zeitalter Friedrich Wilhelms III. gegründet.

## Verkehr
Die Ortsstelle Chwalibogis ist lediglich über Landwege erreichbar, die von den beiden Woiwodschaftsstraßen 508 bzw. 604 dorthin führen.